# Селезнёв, Иван Фёдорович
Иван Фёдорович Селезнёв (1856—1936) — русский художник, педагог.

## Биография

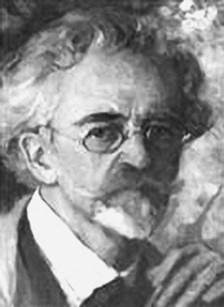
Автопортрет (1936)

Сын крестьянина Калужской губернии. После окончания гимназии в Киеве в 1872—1881 годах обучался в Императорской Академии художеств в Санкт-Петербурге.
Во время учебы в 1876 году был удостоен двух малых серебряных медалей; в 1877 и 1878 годах — дважды большими серебряными; в 1880 году — малой золотой медалями (за картину «Иаков узнает одежду сына своего Иосифа, проданного братьями в Египет»).
После окончания академии получил звание классного художника I степени за картину «Святой Сергий благословляет Дмитрия Донского на битву».
В 1882 году за картину «Князь Дмитрий Юрьевич Красный в Летаргическом сне» получил большую золотую медаль с правом на пенсионерскую поездку за границу на казенный счет. Зарубежную командировку художник провел в Риме (1883—1886).
Вернувшись на родину с 1886 года жил и работал в Киеве, где до 1890 преподавал в Киевской рисовальной школе, с 1898 по 1920 год — в Киевском политехническом институте, с 1901 года — в Киевском художественном училище. В 1911—1914 — директор художественного училища.
Среди его учеников: Б. Аронсон, И. Биленкий, Б. Владимирский, М. Длугач, П. Митурич, К. Трохименко и др.
Был в числе организаторов Киевского товарищества религиозной живописи. Участвовал в восстановлении фресок XII века в Кирилловской церкви в Киеве.
Скончался 31 марта 1936 года. Похоронен на Байковом кладбище.

## Творчество
Иван Селезнёв — художник академического направления, работал в историческом, портретном и бытовом жанрах.
Писал картины на сюжеты русской истории («Князь Дмитрий Юрьевич Красный в летаргическом сне»), ему хорошо удавались жизненные сценки («Последний аккорд»), мастер реалистического жанрового портрета («Портрет г-жи А.»).
Участвовал в выставках Академии Художеств, Киевского общества художников, Киевского товарищества художественных выставок.
Работы Селезнева представлены в Государственном Русском музее (Санкт-Петербург), художественных музеях России и Украины.

Примеры работ И. Ф. Селезнёва
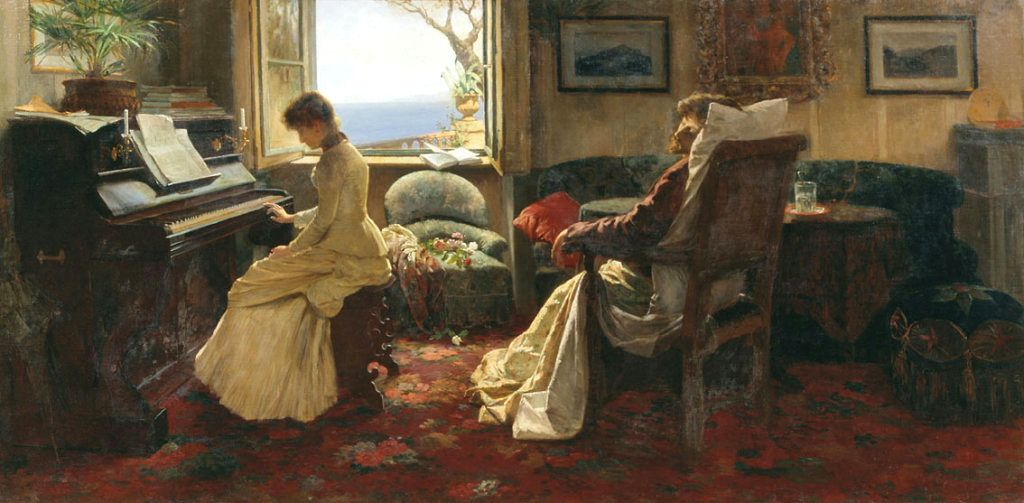
Последний аккорд[2] (1885)
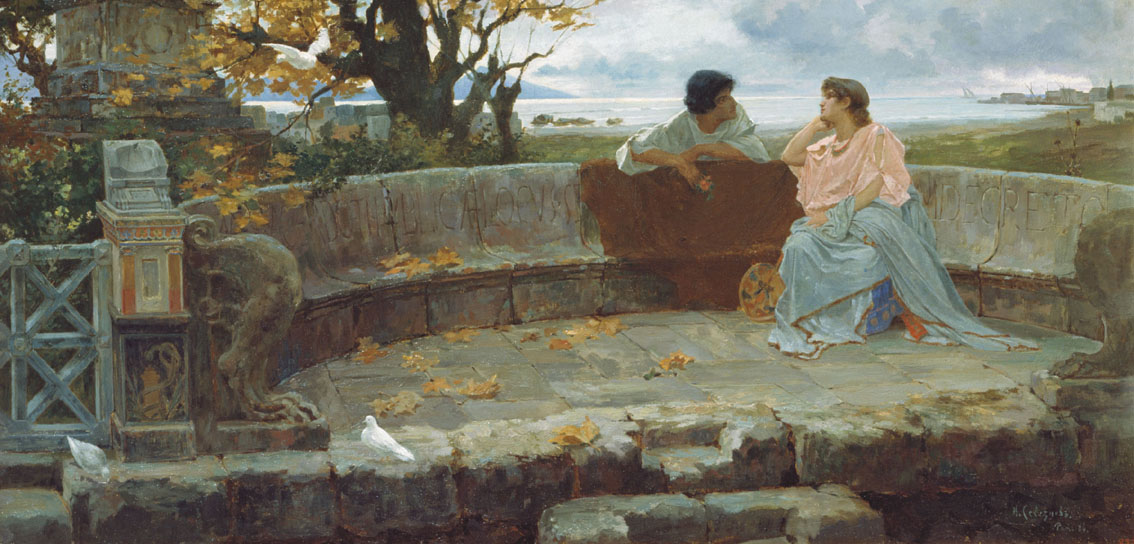
В Помпее[3] (1886)
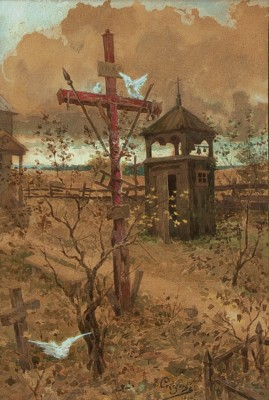
Часовня (1892)
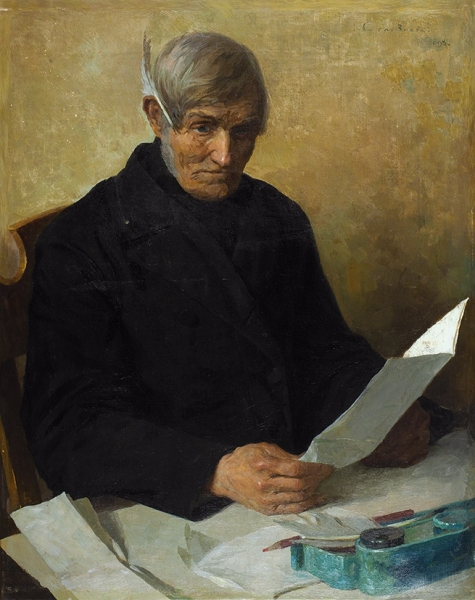
Портрет (1898)
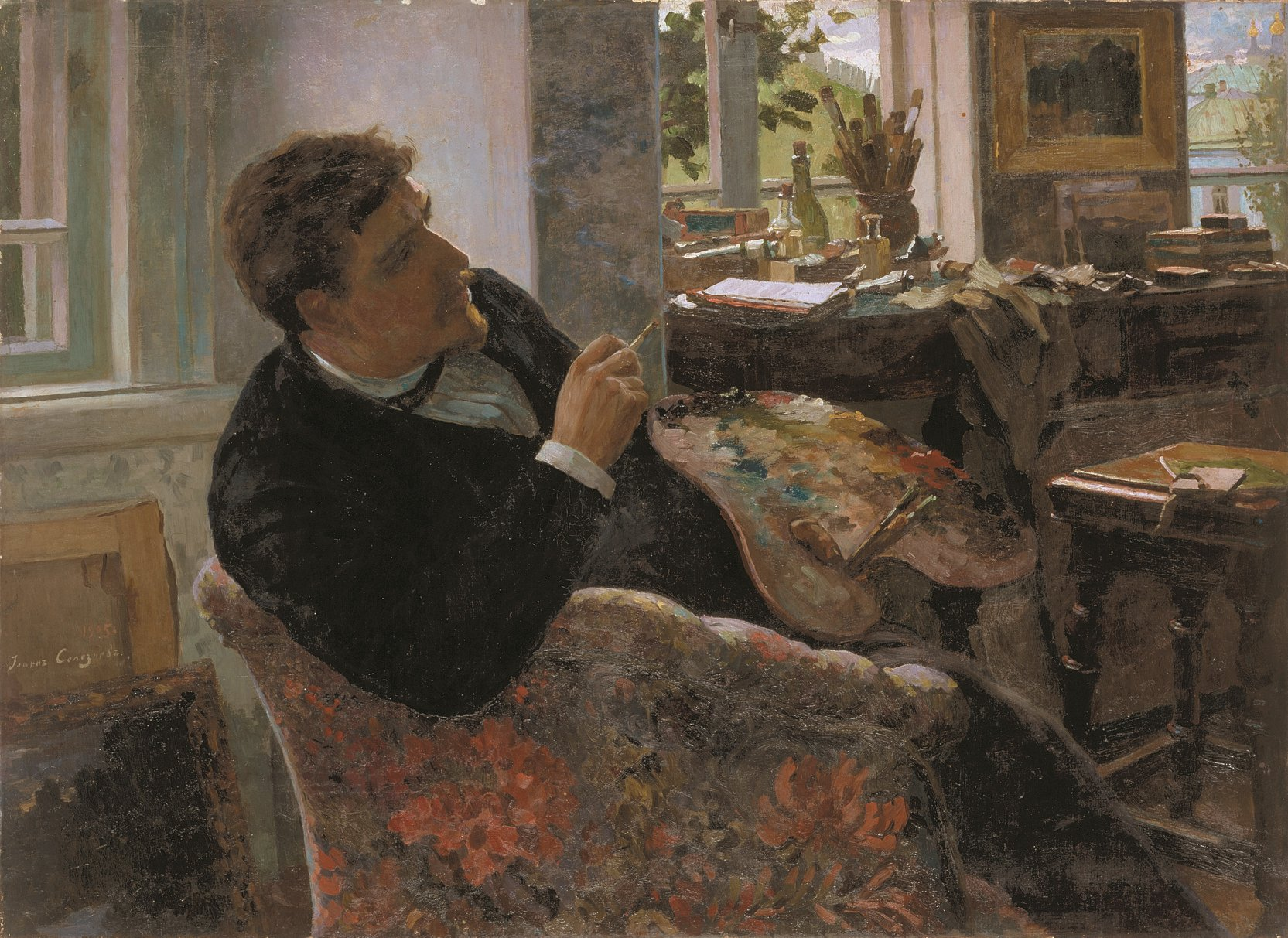
Портрет художника Ф. И. Данилова[4] (1905)
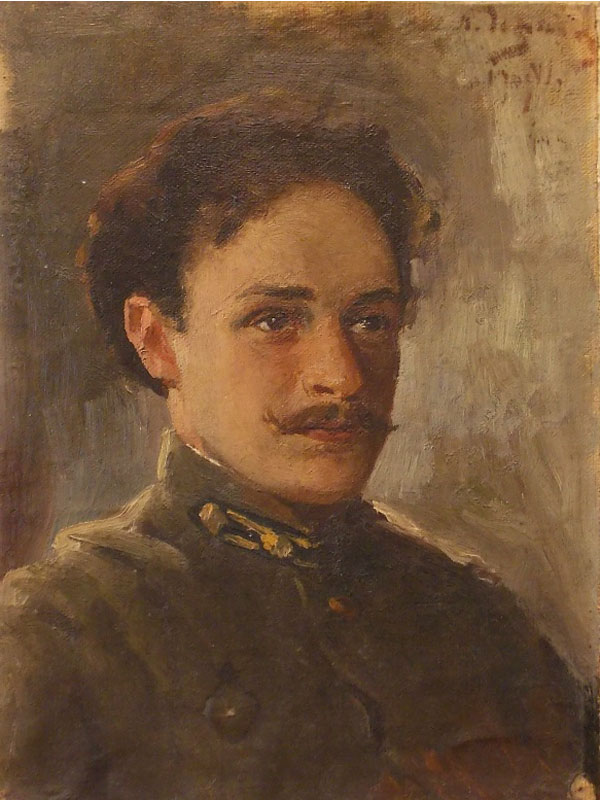
Портрет студента Киевского политехнического института (1909)
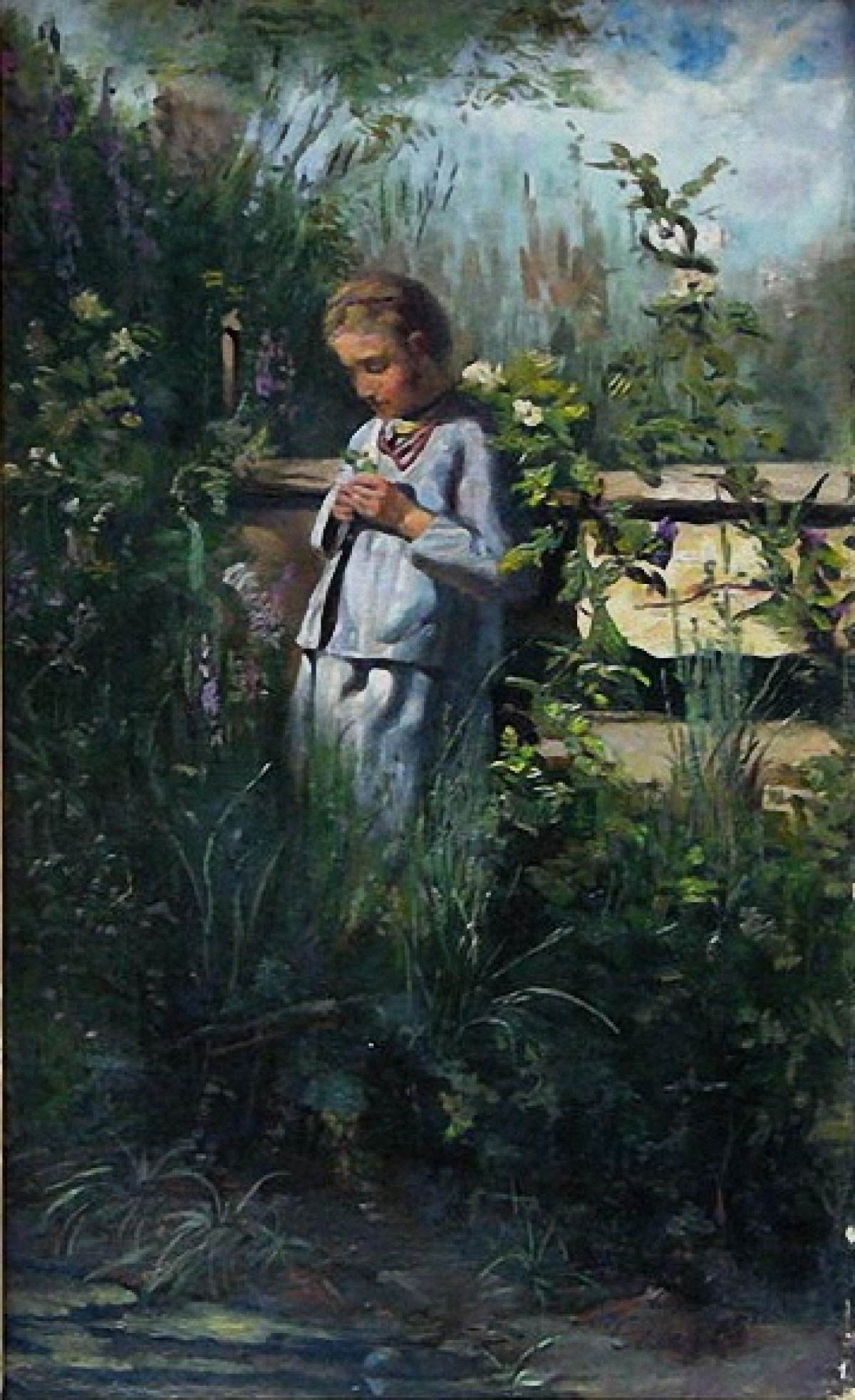
Девочка (ранее 1936)

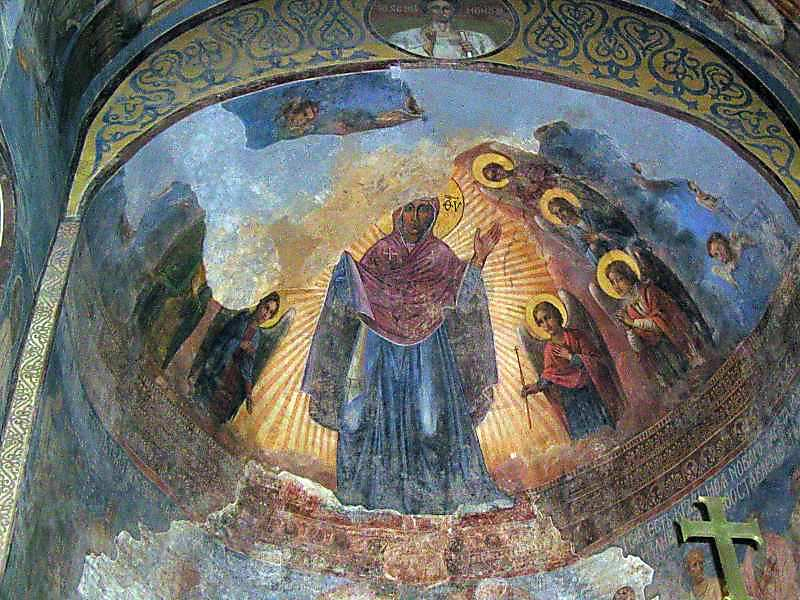
Фреска «Богородица-Оранта»
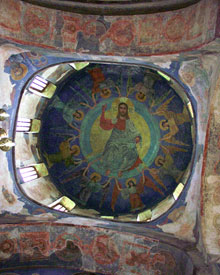
Фреска «Вознесение Иисуса»